# Apterocis
Apterocis es un género de escarabajos de la familia Ciidae, que contiene las siguientes especies:
- Apterocis ephistemoides (Sharp in Blackburn & Sharp, 1885)
- Apterocis hawaiiensis Perkins, 1900
- Apterocis hystrix Perkins, 1900
- Apterocis impunctatus Perkins, 1900
- Apterocis laiaiensis Perkins, 1900
- Apterocis minor Perkins, 1900
- Apterocis montanus Perkins, 1900
- Apterocis ornatipennis Perkins, 1900
- Apterocis rufonotatus Perkins, 1900
- Apterocis strigosus Perkins, 1900
- Apterocis subaeneus Perkins, 1900
- Apterocis vagepunctatus (Blackburn in Blackburn & Sharp, 1885)
- Apterocis variabilis Perkins, 1900
- Apterocis variegatus Perkins, 1900